# منتخب صربيا والجبل الأسود لكرة القدم
منتخب صربيا والجبل الأسود لكرة القدم (بالصربية: Фудбалска репрезентација Србије и Црне Горе) هو المنتخب الذي كان يمثل صربيا والجبل الأسود في منافسات كرة القدم للرجال، كان يتم إدارته من قبل اتحاد صربيا والجبل الأسود لكرة القدم من سنة 1995 إلى سنة 2006، بعد أن تم حل البلد وإنشاء منتخب صربيا لكرة القدم و منتخب الجبل الأسود لكرة القدم، أفضل إنجازات هذا المنتخب هو تأهله إلى نهائيات كأس العالم لكرة القدم 2006 في ألمانيا.